# Warnford
Warnford är en ort och civil parish i Storbritannien.   Den ligger i grevskapet Hampshire och riksdelen England, i den södra delen av landet, 90 km sydväst om huvudstaden London. Warnford ligger 75 meter över havet och antalet invånare är 220.
Terrängen runt Warnford är platt.Runt Warnford är det ganska tätbefolkat, med 172 invånare per kvadratkilometer. Närmaste större samhälle är Waterlooville, 14,9 km söder om Warnford. Trakten runt Warnford består till största delen av jordbruksmark.